# Osman Muftić
Osman Muftić (* 8. März 1934 in Sarajevo; † 27. Juli 2010 in Zagreb) war ein jugoslawischer Politiker und kroatischer Diplomat.

## Leben
Muftić studierte an der Fakultät für Maschinen- und Schiffsbau der Universität Zagreb, wo er 1972 promovierte. Dort lehrte er als Dozent, ab 1982 als ordentlicher Professor.
Er war vom 30. Mai 1990 bis zum 31. Juli 1991 Minister für Wissenschaft, Technologie und Informatik der Sozialistischen Republik Kroatien in den Regierungen von Stjepan Mesić, Josip Manolić und Franjo Gregurić, die die Unabhängigkeit Kroatiens vorbereiteten. Sein Nachfolger wurde Ante Čović.
Von 1993 bis 1996 war er Botschafter Kroatiens im Iran. Er gehörte dem Vorstand der Islamischen Vereinigung Kroatiens an.

## Werke
- Mehanika I (statika) (Mechanik 1: Statik), 1983, 3. Aufl. 1991 (ISBN 86-7059-149-9)
- Zapisi o gradnjama zagrebačkih džamija (Aufzeichnungen über den Bau der Zagreber Moschee), 1997 (ISBN 953-6112-14-0)
- Udžbenik islamskog vjeronauka. Za 5. razred osnovne škole, 2009 (ISBN 978-953-6330-28-7)